# Campionat de Catalunya d'hoquei sala masculí
|  | Aquest article tracta sobre la competició masculina. Si cerqueu la competició femenina, vegeu «Campionat de Catalunya d'hoquei sala femení». |

El Campionat de Catalunya d'hoquei sala masculí és una competició esportiva de clubs catalans d'hoquei sala. De caràcter anual, està organitzat per la Federació Catalana de Hockey. Se celebra a principis d'any, durant l'aturada de les competicions d'hoquei sobre herba a l'hivern, ja que els clubs participants són gairebé els mateixos però amb equips diferents. Hi participen vuit equips distribuïts en dos grups que disputen una primera fase en format lligueta. Els dos primers classificats de cadascun dels grups disputen les semifinals i la gran final. L'equip vencedor és declarat campió de Catalunya de la temporada.
El precedent històric de la competició va ser el torneig internacional d'hoquei sala que va organitzar la Federació Catalana de Hockey el 1956, així com el primer torneig d'hoquei sala organitzat pel Club Tennis Les Fonts la temporada 1959-60. Amb la progressiva difusió de l'esport, va crear-se la competició en categoria masculina i femenina la temporada 1980-81.

## Clubs participants
El clubs participants de l'edició de 2023 van ser:
- Atlètic Terrassa Hockey Club
- Futbol Club Barcelona
- Can Salas
- Club Egara
- Egara 35
- Júnior Futbol Club
- Club de Tennis Les Fonts
- Club Deportiu Terrassa
- Sarrià Hockey Club
- Vallès Esportiu

## Historial
| En negreta = Equip guanyador (pro.) = Pròrroga (so.) = Shoot-out (1) = Nombre de campionats Nota: Noms dels equips segons l'època |

| Edició | Temp.   | Data                                                       | Campió                                                     | Resultat                                                   | Subcampió                                                  | Seu                                                        | refs   |
| ------ | ------- | ---------------------------------------------------------- | ---------------------------------------------------------- | ---------------------------------------------------------- | ---------------------------------------------------------- | ---------------------------------------------------------- | ------ |
|        | 1964    |                                                            | Club Egara                                                 | 9-3                                                        | FC Barcelona                                               | Camp del Club Vilassar                                     | [ 3 ]  |
|        | 1976    | 20-06-1976                                                 | CT Les Fonts ()                                            | 9-6                                                        | E.H.C.                                                     | Poliesportiu de Matadepera                                 | [ 4 ]  |
|        | 1981    |                                                            | Atlètic Terrassa HC (1)                                    |                                                            |                                                            |                                                            |        |
|        | 1982    |                                                            | Atlètic Terrassa HC (2)                                    |                                                            |                                                            |                                                            |        |
|        | 1983    |                                                            | Atlètic Terrassa HC (3)                                    |                                                            |                                                            |                                                            |        |
|        | 1984    |                                                            | Atlètic Terrassa HC (4)                                    |                                                            |                                                            |                                                            |        |
|        | 1985    |                                                            | Atlètic Terrassa HC (5)                                    |                                                            |                                                            |                                                            |        |
|        | 1986    |                                                            | Atlètic Terrassa HC (6)                                    |                                                            |                                                            |                                                            |        |
|        | 1987    |                                                            | Atlètic Terrassa HC (7)                                    |                                                            |                                                            |                                                            |        |
|        | 1988    |                                                            | Atlètic Terrassa HC (8)                                    |                                                            |                                                            |                                                            |        |
|        | 1989    |                                                            | Atlètic Terrassa HC (9)                                    |                                                            |                                                            |                                                            |        |
|        | 1990    |                                                            | Club Egara (1)                                             |                                                            |                                                            |                                                            |        |
|        | 1991    |                                                            | Atlètic Terrassa HC (10)                                   |                                                            |                                                            |                                                            |        |
|        | 1992    |                                                            | Atlètic Terrassa HC (11)                                   |                                                            |                                                            |                                                            |        |
|        | 1993    |                                                            | Atlètic Terrassa HC (12)                                   |                                                            |                                                            |                                                            |        |
|        | 1994    |                                                            | Atlètic Terrassa HC (13)                                   |                                                            |                                                            |                                                            |        |
|        | 1995    |                                                            |                                                            |                                                            |                                                            |                                                            |        |
|        | 1996    |                                                            | Atlètic Terrassa HC (14)                                   |                                                            |                                                            |                                                            |        |
|        | 1997    |                                                            | Atlètic Terrassa HC (15)                                   |                                                            |                                                            |                                                            |        |
|        | 1998    |                                                            | Atlètic Terrassa HC (16)                                   |                                                            |                                                            |                                                            |        |
|        | 1999    |                                                            |                                                            |                                                            |                                                            |                                                            |        |
|        | 2000-01 | 24-12-2000                                                 | Atlètic Terrassa HC (17)                                   | 5-3                                                        | Club Egara                                                 | Pavelló de Can Salas, Terrassa                             | [ 5 ]  |
|        | 2001-02 | 30-12-2001                                                 | Atlètic Terrassa HC (18)                                   | 5-3                                                        | Club Egara                                                 | Pavelló de Matadepera                                      | [ 6 ]  |
|        | 2002-03 |                                                            |                                                            |                                                            |                                                            |                                                            |        |
|        | 2003-04 |                                                            | Atlètic Terrassa HC (19)                                   |                                                            |                                                            |                                                            |        |
|        | 2004-05 |                                                            |                                                            |                                                            |                                                            |                                                            |        |
|        | 2005-06 |                                                            | Atlètic Terrassa HC (20)                                   |                                                            |                                                            |                                                            |        |
|        | 2006-07 |                                                            | Atlètic Terrassa HC (21)                                   |                                                            |                                                            |                                                            |        |
|        | 2007-08 |                                                            |                                                            |                                                            |                                                            |                                                            |        |
|        | 2008-09 |                                                            |                                                            |                                                            |                                                            |                                                            |        |
|        | 2009-10 |                                                            | Atlètic Terrassa HC (22)                                   |                                                            |                                                            |                                                            |        |
|        | 2010-11 | 30-01-2011                                                 | Atlètic Terrassa HC (23)                                   | 4-4 (3-1, so.)                                             | Club Egara                                                 | Pavelló de Matadepera                                      | [ 7 ]  |
|        | 2011-12 | 04-12-2011                                                 | Atlètic Terrassa HC (24)                                   | 7-3                                                        | Club Egara                                                 | Pavelló del Club Egara, Terrassa                           | [ 8 ]  |
|        | 2012-13 |                                                            | Atlètic Terrassa HC (25)                                   |                                                            |                                                            |                                                            |        |
|        | 2013-14 |                                                            | Atlètic Terrassa HC (26)                                   |                                                            |                                                            |                                                            |        |
|        | 2014-15 |                                                            | Atlètic Terrassa HC (27)                                   | 3-3 (so.)                                                  | Júnior FC                                                  |                                                            | [ 9 ]  |
|        | 2015-16 | 20-01-2016                                                 | CT Les Fonts ()                                            | 3-3 (5-4, so.)                                             | Club Egara                                                 | Complex Europa-Gornal, Hospitalet de Llobregat             | [ 10 ] |
|        | 2016-17 | 22-01-2017                                                 | Club Egara (3)                                             | 4-4 (2-1, so.)                                             | CT Les Fonts                                               | Pavelló del Club Egara, Terrassa                           | [ 11 ] |
|        | 2017-18 | 16-01-2018                                                 | FC Barcelona (1)                                           | 1-0                                                        | CD Terrassa                                                | Pavelló del Club Egara, Terrassa                           | [ 12 ] |
|        | 2018-19 | 14-01-2019                                                 | Atlètic Terrassa HC (28)                                   | 3-2                                                        | Club Egara                                                 | Pavelló de Can Jofresa, Terrassa                           | [ 13 ] |
|        | 2019-20 | 12-01-2020                                                 | Atlètic Terrassa HC (29)                                   | 4-1                                                        | Club Egara                                                 | Pavelló de Can Jofresa, Terrassa                           | [ 14 ] |
| N/D    | 2020-21 | Edició cancel·lada pel risc públic de contagi del COVID-19 | Edició cancel·lada pel risc públic de contagi del COVID-19 | Edició cancel·lada pel risc públic de contagi del COVID-19 | Edició cancel·lada pel risc públic de contagi del COVID-19 | Edició cancel·lada pel risc públic de contagi del COVID-19 |        |
|        | 2021-22 | 30-01-2022                                                 | Club Egara (4)                                             | 2-1                                                        | CT Les Fonts                                               | Pavelló de Can Jofresa, Terrassa                           |        |
|        | 2022-23 | 22-01-2023                                                 | Atlètic Terrassa HC (30)                                   | 3-2                                                        | Júnior FC                                                  | Pavelló de Can Jofresa, Terrassa                           | [ 15 ] |
|        | 2023-24 | 14-01-2024                                                 | Atlètic Terrassa HC (31)                                   | 7–4                                                        | Club Egara                                                 | Pavelló de Can Jofresa, Terrassa                           | [ 16 ] |